# Elia di Ohren
Elia di Ohren (... – 750 circa) fu la quinta badessa del monastero benedettino di Ohren, a Treviri. È venerata come santa dalla Chiesa cattolica.

## Biografia
Non si conoscono altre notizie sulla sua vita, anche se è citata in molti documenti, come nel breviario del vescovo Baldovino di Lussemburgo, nei calendari dei santi Irmino e Massimino e nel Martirologio di Usuardo. 
Morì attorno all'anno 750 e la sua festa è il 20 giugno come riportato nel Martirologio benedettino.
Nel monastero francescano di Ohren è venerata una presunta reliquia del braccio della santa.